# Alesha Dixon
Alesha Anjanette Dixon (Londra, 7 ottobre 1978) è una cantante e personaggio televisivo britannica.
Ex membro del gruppo Mis-Teeq, ha debuttato come solista con un album nel 2006, senza ottenere un grande successo. Ha riscosso maggiore successo in seguito alla vittoria di un'edizione di Strictly Come Dancing, versione britannica di Ballando con le stelle, e da questa vittoria ha ottenuto una notevole fama. Sfruttando la rinnovata popolarità ha pubblicato un secondo disco, di maggior successo commerciale rispetto al precedente, dal quale è stato estratto il brano The Boy Does Nothing.

## Biografia

### Infanzia, esordi, Mis-Teeq
Alesha Dixton ha avuto un'infanzia abbastanza travagliata: i suoi genitori hanno divorziato quando lei aveva 4 anni, mentre successivamente la futura cantante è stata testimone di violenze domestiche subite da sua madre da parte di un nuovo partner. Una volta diplomatasi, la Dixon viene notata da un talent scout mentre frequentava un corso di danza al college: sarà tuttavia in un viaggio in treno che Alesha incontrerà l'uomo che le cambierà definitivamente la vita, ossia un altro talent scout che le chiese se fosse interessata ad entrare a far parte di una girlband. Da qui nacquero dunque le Mis-Teeq.
Una volta formato un gruppo composto da 4 componenti, le Mis-Teeq firmano un contratto con la Telstar Records ed iniziano a pubblicare del materiale, pubblicando il loro primo singolo Why nel 2001. Il brano diventa una top 10 hit in UK grazie ad un remix garage. Nonostante questo successo, Zena McNailly lascia il gruppo per entrare in un'altra band; il rimanente trio pubblica comunque il singolo All I Want, che raggiunge addirittura la numero 2 in UK. Le ragazze pubblicano l'album Licking On Both Sides, ottenendo un buon successo in UK.
Nel 2003, il gruppo pubblica il singolo Scandalous, raggiungendo un notevole successo platenario. Segue l'album Eye Candy, da cui vengono estratti altri due singoli: con questi brani il successo ritorna a livello nazionale, mentre l'album ottiene risultati commercialmente poveri anche in UK. Segue, ciononostante, il primo tour statunitense nel gruppo, in contemporanea al quale la band pubblica nel solo mercato americano una raccolta di brani tratti dai suoi due album. Nel 2005 il gruppo pubblica Mis-Teeq: The Greatest Hits, per poi sciogliersi immediatamente dopo. Già nel 2004, mentre il gruppo era ufficialmente ancora attivo, Alesha appare da sola in un video dei NERD, band capitanata da Pharrell Williams.

### Fired Up, The Alesha Show, The Entertainer (2006-2012)
In seguito allo scioglimento del gruppo, Alesha Dixon firma un contratto con la Polydor Records. Nel 2006 la cantante debutta come solista con il suo primo album, intitolato Fired Up, dal quale sono stati estratti i singoli Lipstick e Knockdown. Per quanto riguarda le vendite questo disco si rivela un insuccesso: la Polydor rescinde dunque il contratto all'artista, che inizialmente prevedeva la pubblicazione di altri due album.
In seguito alla vittoria del reality show dedicato al ballo Strictly Come Dancing, che le garantisce una forte notorietà, Alesha firma un contratto discografico con la Asylum Records dopo che la stessa Polydor le aveva offerto di tornare a pubblicare musica insieme a loro.  A questo punto, Alesha pubblica il suo secondo album The Alesha Show, pubblicato nel 2008. Dal disco è stato estratto il singolo The Boy Does Nothing che è arrivato fino alla quinta posizione nella classifica del Regno Unito e ottime posizioni nelle classifiche di vari paesi tra cui Finlandia, Francia, Spagna e Norvegia. Grazie anche alla pubblicazione di altri tre singoli, Breathe Slow, Let's Get Excited e To Love Again, l'album ha riscosso più successo del precedente raggiungendo buone posizioni nelle classifiche di vari paesi.
A partire dal 2009, Alesha ha dato il via ad una carriera da giudice in talent show, entrando a far parte proprio della giuria di Strictly Come Dancing. Tale nuova attività entra parzialmente in conflitto con il tour atto alla promozione di The Alesha Show, costringendo la cantante a posticipare 3 concerti. il 3 settembre 2010 Alesha pubblica il singolo Drummer Boy, che ha raggiunto la quindicesima posizione in Regno Unito. Questo singolo ha anticipato il nuovo album The Entertainer, pubblicato il 22 novembre 2010. L'album è stato prodotto da Rodney Jenkins.
Il 20 ottobre 2010 Alesha presenta, insieme a Reggie Yates nell'Echo Arena di Liverpool la 15ª edizione dei MOBO (Music Of Black Origin) Awards, cerimonia che premia gli artisti che si esprimono nel genere black.
Nel 2011 e 2012, Alesha pubblica i singolo Do It Our Way e Every Little Part Of Me, a cui tuttavia non fa seguito un altro album. Sempre nel 2012, Alesha lascia la giuria di Strictly Come Dancing ed entra a far parte di quella di Britain's Got Talent. La Dixon ha mantenuto l'impegno nelle edizioni successive dello show.

### Do It For Love (2015 - presente)
Nel 2015 Alesha Dixon forma l'etichetta Precious Stone Records, con la quale produce i suoi album e i suoi singoli. Vengono dunque pubblicati i singoli The Way We Are e Tallest Girl, a cui fa seguito l'album Do It For Love, pubblicato il 9 ottobre 2015.
Nel 2019, dopo aver continuato ogni anno a far parte della giuria di Britain's Got Talent, è entrata a far parte anche di quella di America's Got Talent: The Champions. Nel novembre 2020 collabora con Gary Barlow nel brano What Leaving's All About.
Il 22 febbraio 2023 Alesha Dixon è stata annunciata come una delle conduttrici dell'Eurovision Song Contest di Liverpool, insieme a Julija Sanina, Hannah Waddingham e Graham Norton.

## Vita privata
È stata sposata dal 2005 al 2006 con MC Harvey. Nel 2017 ha sposato il ballerino Azuka Ononye, con cui era fidanzata dal 2012. La coppia ha due figlie.

## Discografia

### Album
- 2006 – Fired Up
- 2008 – The Alesha Show
- 2010 – The Entertainer
- 2015 – Do It for Love

### Singoli
- 2006 – Lipstick
- 2006 – Knockdown
- 2008 – The Boy Does Nothing
- 2009 – Breathe Slow
- 2009 – Let's Get Excited
- 2009 – To Love Again
- 2010 – Drummer Boy
- 2010 – Radio
- 2011 – Every Little Part of Me
- 2015 – The Way We Are
- 2015 – Tallest Girl
- 2015 – People Need Love
- 2016 – Stop (feat. Wretch 32)
- 2021 – War

## Programmi televisivi
- CD:UK (2003-2006) – Annunciatrice, 4 episodi
- Strictly Come Dancing (2007; 2009-2011) – Concorrente e vincitrice nel 2007, giudice dal 2009
- Alesha Dixon: Look But Don't Touch (2008)
- Alesha Dixon: Who's Your Daddy? (2009)
- Children in Need (2009; 2011) – Co-conduttrice
- Alesha Dixon: Don't Hit My Mum (2010)
- Alesha's Street Dance Stars (2011) – Conduttrice
- Britain's Got Talent (2012-presente) – Conduttrice
- Your Face Sounds Familiar (2013) – Co-conduttrice
- Text Santa (2014-2015) – Co-conduttrice
- Sport Reflief (2016) – Co-conduttrice
- Dance Dance Dance (2017) – Co-conduttrice
- Comic Relief (2017-2022) – Co-conduttrice
- Britain's Got Talent: The Champions (2019-2020) – Giudice
- Blockbusters (2019) – Concorrente
- CBeebies Bedtime Story (2019) – Narratrice
- The Greatest Dancer (2019-2020) – Co-conduttrice
- Walk the Line (2021) – Giudice
- Australia's Got Talent (2022) – Giudice
- That's My Jara (2022) – Concorrente
- Britain Get Singing (2022) – Giudice
- Britain's Got Talent: The Ultimate Magician (2022) – Giudice
- Eurovision Song Contest (2023) – Co-conduttrice